# Легкі крейсери типу «Аретюза» (1934)
Легкі крейсери типу «Аретюза» (англ. Arethusa class cruiser (1934) — клас військових кораблів з 4 легких крейсерів, що випускалися британськими суднобудівельними компаніями з 1935 по 1937 роки. Легкі крейсери цього типу входили до складу Королівського військово-морського флоту Великої Британії і брали найактивнішу участь у морських боях і битвах Другої світової війни.

## Історія
Легкі крейсери типу «Аретюза» проєктувалися для служби у складі головних сил флоту — спадкоємці крейсерів-скаутів початку XX століття, однім з основних завдань яких була змагання з ворожими есмінцями. Цей тип мав замінити лінійку крейсерів «C» і «D» часів Першої світової та 1920-х років розробки. Тип «Ліндер» для цього завдання виявився занадто великим і коштовним. До кінця 1929 року були готові п'ять проєктів різної водотоннажності й різного озброєння (3 × 2 або 2 × 3 152-м гармат у баштах, 5 × 1 152-мм або 6 × 1 140-мм гармат з щитами).
До 1930 літа року були підготовлені ескізні проєкти стандартною водотоннажністю 4 800 і 4 850 т, що становили корабель проміжного типу між старими крейсерами типів «С» і «D» і новим «Ліндером». Обидва варіанти мали по три двогарматні башти зі 152-мм гарматами, шість торпедних апаратів, катапульту і літак, ідентичний захист (пояс — до 76 мм, палуба- 25 мм зі збільшенням до 51 мм у районі льохів) і однакову дальність плавання. В одному з варіантів пропонувалась ідея використовувати стандартні турбіни есмінців, збільшивши при цьому число валів до трьох, в іншому силова установка була полегшеним варіантом застосованої на «Ліндер».
Для подальшої розробки обрали 4200-тонний варіант із шістьма 152-мм гарматами в баштах. В результаті посилення захисту водотоннажність зросла до 5 000 тонн. Перехід від лінійної до ешелонної схеми розміщення силової установки коштував додаткові 500 тонн. У результаті до проєкту довелося внести нові зміни спрямовані на зниження водотоннажності, вдалося знизити до 5 450 т на чому, після довгих коливань та спорів і зупинилися.
10 лютого 1932 року проєкт легкого крейсера для ескадреної служби стандартною водотоннажністю 5 450 т затвердили. Головний корабель отримав ім'я «Аретюза» і був замовлений за програмою 1931 року. Крейсери отримали типові для британського флоту назви на честь героїнь античної міфології. Будівництво кораблів серії проводилось різними корабельнями: «Аретьюза» і «Аурора» будувалися на казенних верфях у Чатемі і Портсмуті, причому механізми для обох виготовлялися у Волсенді, замовлення на «Галатею» і «Пенелопу» отримали приватні компанії «Скотті» з Грінока і «Гарланд енд Вулф» з Белфаста. Будівництво одного крейсера тривало в середньому 28 місяців (стапельний період — від 13 до 17,5 місяця), всього ж від моменту закладки першого кіля до введення до строю останнього корабля серії пройшло більше чотирьох з половиною років. Британській скарбниці вони коштували від 1,21 до 1,29 млн.фн.ст.
Головний корабель серії вийшов на ходові випробування в березні 1935 року. При водотоннажності 5 550 т і потужності машин 64 470 к.с. «Аретьюза» розвинула 32,62 вузли; а при повному навантаженні (водотоннажність 6 890 т) — 30,75 вузли. Крейсер продемонстрував відмінну мореплавство і стійкість на курсі, було відзначено відсутність звичайної для великих кораблів вібрації в кормовій частині на повному ходу. Проби артилерії також пройшли успішно.
«Пінелопі» і «Аурора» вступили до строю з посиленим зенітним озброєнням, через що їх стандартна водотоннажність склало 5 270 т проти 5 220 т у першої пари. На «Аурорі», обладнаної як флагманський корабель командувача есмінцями Флоту метрополії, на відміну від своїх сістершипів, були відсутні катапульта і літак.

## Список легких крейсерів типу «Аретюза»
| Корабель   | Номер вимпелу | Виготовлювач                                        | Закладено      | Спущено        | У строю           | Статус                                                                         |
| ---------- | ------------- | --------------------------------------------------- | -------------- | -------------- | ----------------- | ------------------------------------------------------------------------------ |
| «Аретюза»  | 26            | Chatham Dockyard, Чатем                             | 25 січня 1933  | 6 березня 1935 | 23 травня 1935    | розібраний на брухт у 1950                                                     |
| «Галатея»  | 71            | Scotts Shipbuilding and Engineering Company, Грінок | 2 червня 1933  | 9 серпня 1934  | 14 серпня 1935    | 14 грудня 1941 потоплений німецьким підводним човном U-557 поблизу Александрії |
| «Пінелопі» | 97            | Harland and Wolff, Белфаст                          | 30 травня 1934 | 15 жовтня 1935 | 12 листопада 1936 | 18 лютого 1944 потоплений німецьким підводним човном U-410 поблизу Анціо       |
| «Аврора»   | 12            | HMNB Portsmouth, Портсмут                           | 23 липня 1935  | 20 серпня 1936 | 12 листопада 1937 | 19 травня 1948 проданий до складу військово-морських сил Республіки Китай      |